# Shigeru Yoshida
Pour les articles homonymes, voir Yoshida.
Shigeru Yoshida (吉田 茂, Yoshida Shigeru) né le 22 septembre 1878 – mort le 20 octobre 1967; est un homme d'État japonais. Il a occupé une place prépondérante dans la reconstruction du Japon d'après-guerre.

## Vie publique
Il est le fils illégitime d’un samouraï et d’une geisha, mais a la chance d’être adopté par une grande famille, ce qui lui vaut une éducation de qualité et un riche héritage. Il fait des études en science politique à l'université impériale de Tokyo lui permettant d’accéder au ministère des Affaires étrangères, tout d’abord dans un rôle mineur. Après la guerre russo-japonaise, il obtient un poste de consul et épouse la fille du ministre des Affaires étrangères. Avec l’expansionnisme durant l’ère Taishō (1912 – 1926), il participe à la quête matérialiste et sécuritaire du Japon.
En 1926, il devient vice-ministre des Affaires étrangères mais ne peut obtenir plus, en raison de l'opposition de l'armée, et se retrouve finalement ambassadeur en Italie puis au Royaume-Uni jusqu'en 1938. Son séjour en Occident lui offre une nouvelle vision du monde.
Dès 1943 et surtout en 1944, il pressent la défaite du Japon et soutient avec d'autres hauts fonctionnaires comme Mamoru Shigemitsu ou Fumimaro Konoe la négociation de la fin de la guerre, privilégiant une prise de contact avec l'URSS, projet contrarié par les accords de Potsdam. Son appui donné à Fumimaro Konoe qui appelait le gouvernement à faire la paix avec les Alliés lui ont valu d'être brièvement emprisonné en avril 1945. Yoshida occupe dans la reconstruction d'après-guerre une place prépondérante au Japon. Membre du Parti libéral (conservateur) dont il œuvre grandement à la fondation, il devient d'abord ministre dans le cabinet de Kijūrō Shidehara, puis il est élu Premier ministre du Japon en 1946. Au total, il remporte avec le Parti libéral cinq fois cette fonction, de 1946 à 1947 puis de 1948 à 1954. Toutefois, son mandat de 1946 est surtout dû à son rôle de médiateur entre le Parlement japonais et l'occupant ; lors des élections de 1947, une coalition menée par les socialistes obtient la majorité, mais les dissensions internes et les scandales de corruption ramènent Yoshida au pouvoir dès 1948. Afin de disposer d'une majorité à la Chambre basse, il la dissout et les libéraux remportent 264 sièges (44 % des voix) aux élections, soit la majorité absolue. Les divisions à gauche et la relance très rapide de l'économie lui permettent de rester au pouvoir jusqu'en 1954. C'est en fait la défection de plusieurs libéraux menés par Ichirō Hatoyama en 1953 qui compromet la majorité parlementaire en faveur de Yoshida. Il doit céder son poste de Premier ministre à Hatoyama qui s'est allié avec les démocrates (le second parti conservateur). Finalement, libéraux et démocrates fusionnent en 1955 pour former un seul parti conservateur, le Parti libéral démocrate (自由民主党, Jiyūminshutō).
Au pouvoir, Shigeru Yoshida institue une doctrine nommée la « doctrine Yoshida » : elle vise à concentrer les efforts du Japon dans la puissance économique alignée sur le modèle américain et à laisser les affaires militaires dans les mains des Américains. Il prend une part importante dans la nouvelle constitution et le traité de San Francisco, qui rend au Japon sa pleine souveraineté. Edwin O. Reischauer écrit de lui qu'il « reste en définitive la seule personnalité politique marquante du Japon d'après-guerre. Sachant se rendre indispensable, il est surnommé « l'homme à tout faire du régime ». »

## Mandats de Premier ministre
Shigeru Yoshida occupe cinq fois la fonction de Premier ministre du Japon :
- 45e Premier ministre du 22 mai 1946 au 24 mai 1947 ;
- 48e Premier ministre du 15 octobre 1948 au 16 février 1949 ;
- 49e Premier ministre du 16 février 1949 au 30 octobre 1952 ;
- 50e Premier ministre du 30 octobre 1952 au 21 mai 1953 ;
- 51e Premier ministre du 21 mai 1953 au 10 décembre 1954.

### Sources et références
1. ↑  (en) William G. Beasley, The Rise of Modern Japan, Palgrave Macmillan, 2000, 3e éd., 322 p. (ISBN 978-0-312-23373-0, lire en ligne), p. 210.
2. 1 2  (en) Trevor Harrison, 21st Century Japan : A New Sun Rising, Black Rose Books Ltd, 2007, 172 p. (ISBN 978-1-55164-306-9, lire en ligne), p. 52-53.
3. 1 2 3  Edwin Oldfather Reischauer (trad. Richard Dubreuil), Histoire du Japon et des Japonais : De 1945 à nos jours, t. 2, Seuil, coll. « Points. Histoire », 1997 (ISBN 978-2-02-031883-9), p. 62-64.
4. ↑  (en) Cathal J. Nolan, The Greenwood Encyclopedia of International Relations : S-Z, vol. 4, Greenwood Publishing Group, 2002, 2128 p. (ISBN 978-0-313-32383-6, lire en ligne), p. 189.
5. 1 2  Edwin Oldfather Reischauer, op. cit., 1962, p. 69 – 70.
6. ↑  (en) John Whitney Hall, The Cambridge History of Japan : The Twentieth century, vol. 6, Cambridge University Press, 1988, 888 p. (ISBN 978-0-521-22357-7, lire en ligne), p. 160.